# Kevin « She'kspere » Briggs
Pour les articles homonymes, voir Kevin Briggs et Briggs.
Kevin « She'kspere » Briggs est un producteur de musique américain, connu pour avoir produit le hit numéro 1 de TLC No Scrubs et plusieurs chansons des Destiny's Child tiré de leur album le plus vendu The Writing's on the Wall. Il a également produit et écrit des hits pour Mariah Carey, Pink, Whitney Houston, et beaucoup d'autres.
No Scrubs de TLC, ainsi que plusieurs autres chansons que She'kspere a produites, dont les succès de Destiny's Child Bills, Bills, Bills et Bug-a-Boo et le premier single de Pink There You Go, ont des paroles composées par la petite amie de She'kspere à cette époque, l'ancienne chanteuse des Xscape Kandi Burruss.
Ses productions après 2000 voient un nouveau son de Briggs comme on peut le voir sur les pistes qu'il produit pour Whitney Houston et Blu Cantrell.